# Tipula martini
Tipula martini är en tvåvingeart som beskrevs av Alexander 1965. Tipula martini ingår i släktet Tipula och familjen storharkrankar. Inga underarter finns listade i Catalogue of Life.